# Цабан, Изак
Изак Цабан (Izák Caban, Czaban, Zabanius, Czabányi; 5 Июль 1632, Бродзаны, Словакия — 18 марта 1707, Сибиу, Румыния) — словацкий философ, богослов и драматург, представитель прешовской школы.

## Жизнь
Он родился в семье евангельского пастора в Бродзанах (некоторые источники указывают как место рождения Брезно). После учебы в Прьевидзе, Шопроне и в Университете Виттенберга, он был ректором школы реформации в Брезно. Часто полемизировал с кошицкими иезуитами.

## Работы
Он является первым представителем атомизма в Словакии. В книге «Existentia atomorum» (Виттенберг, 1667), которая содержала 138 листов и была результатом отдельного исследования, в которой он приводит 24 аргумента в форме вопросов и ответов, чтобы доказать существование атомов. Он следует за Пьером Гассенди и его учителями Д. Сеннертой и Дж. Сперлингом. Дебаты Цабана были в основном схоластическими, но в них содержались элементы современной мысли и современной физики. Например, Цабан, как и Декарт, проповедовал, что авторитеты следует признавать только в том случае, если они не противоречат рациональному познанию мира. В своих рассуждениях он ссылается на эксперименты, а именно на демонстрацию вакуума Герике. Хотя большая часть идей Аристотеля как о материи, так и о движении осталась в книге, Кабан попытался атомистически объяснить перипатетические формы движения. Он отверг скрытые качества и представил architectonicus Spiritus как причину всего. Его атомизм не был материалистическим.